# قطعنامه ۱۲۷ شورای امنیت
قطعنامه ۱۲۷ شورای امنیت سازمان ملل متحد که در تاریخ ۲۲ ژانویه ۱۹۵۸ تصویب شد، سندی بین‌المللی دربارهٔ مسئلهٔ فلسطین است. این قطعنامه طی نشست ۸۱۰ام با ۱۱ موافق، ۰ مخالف و ۰ ممتنع تصویب شد.